# Guanches
Les Guanches, en berbère ⵉⴳⵡⴰⵏⵛⵉⵢⵏ, Igwanciyen, prononcé « Igouinchiyène », sont un groupe ethnique et peuple autochtone des îles Canaries. Les Guanches sont les seuls indigènes qui vivaient dans les Îles Canaries. Ce sont les seuls Berbères à ne pas avoir été islamisés. Leur civilisation a disparu, mais a laissé des traces dans la culture canarienne et quelques vestiges. Leur langue, éteinte en raison de l'hispanisation, était le guanche.

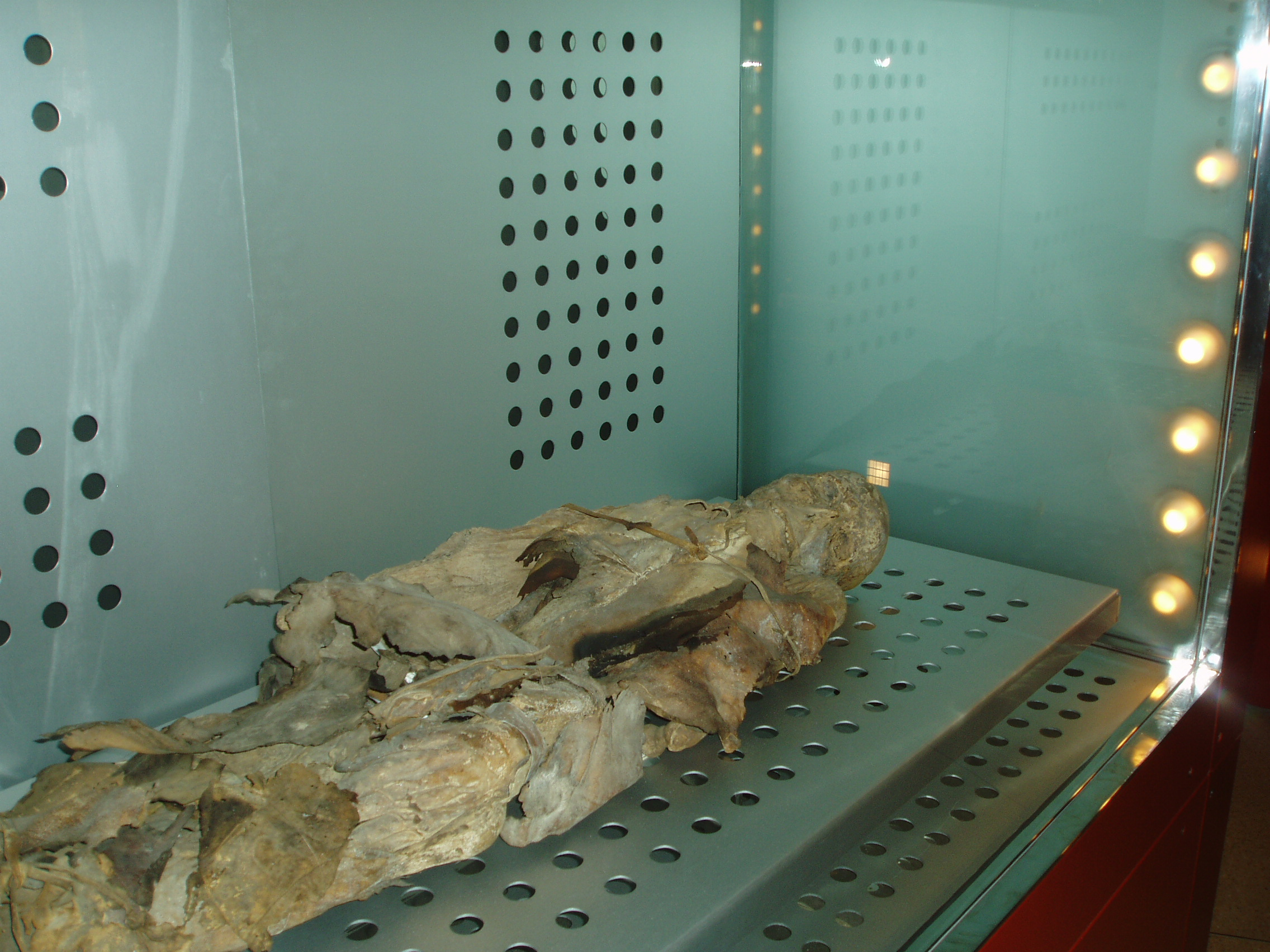
Momie guanche au musée de la Nature et de l'Homme (Santa Cruz de Tenerife)

## Histoire

### Étymologie
Le terme espagnol « Guanches » serait, selon Núñez de la Peña, une déformation par les Espagnols de « Guanchinet », terme indigène signifiant homme (Guan) de Tenerife (Chinet). Stricto sensu, les Guanches seraient donc uniquement les aborigènes de l'Île de Tenerife. Le terme a ensuite été étendu à l'ensemble des populations indigènes de l'archipel des Canaries.

### Origines
La plupart des toponymes indigènes étant d'origine berbère, les Canariens autochtones semblent issus des peuples libyques (Libyens anciens). 
La génétique démontre une origine berbère, avec quelques autres apports,, des croisements ayant pu se produire en Afrique du Nord avant le débarquement d’Homo sapiens sur les îles, sans compter les apports plus modernes. L'absence de sources écrites anciennes laisse le champ libre à toutes sortes d'hypothèses, parfois fabuleuses, mettant en scène aussi bien des Atlantes que des Taïnos de Porto Rico en passant par l'Anatolie néolithique ou les Cro Magnon européens, tous plus ou moins rattachés à la culture mégalithique (5° au 3° millénaire), bien qu'elle ne soit pas présente sur l'archipel.
Selon une étude scientifique réalisée en 2017 sur des momies guanches, leur ADN montre que les Guanches sont originaires d'Afrique du Nord et sont plus étroitement liés aux Nord-Africains d'ascendance berbère que n'importe quelle autre population étudiée, ce qui est cohérent avec les études précédentes mais celle-ci ajoute plus de détails et de nuances, explique Ricardo Rodríguez-Varela, chercheur à l'université de Stockholm et principal auteur de l'étude, publiée dans Current Biology.
Un lien a été établi par les archéologues entre les Guanches, les Ibéromaurusiens et les Capsiens. Le « type guanche » de Verneau a été rapproché des individus mechtoïdes qui constituent le support humain exclusif des industries ibéromaurusiennes du Maghreb. Des découvertes récentes ont par ailleurs montré la présence, à l’Holocène moyen, de représentants de ce groupe de Mechta-Afalou sur le littoral du bassin de Tarfaya, l’hinterland continental des Canaries. Quant au type protoméditerranéen, le type II de Verneau, il est, lui, très largement représenté en Afrique du Nord, mais aussi dans tout le bassin méditerranéen. Les individus protoméditerranéens semblent intimement liés à l’apparition des industries capsiennes au Maghreb, où ils sont attestés pendant toute la durée des temps préhistoriques et historiques à partir de cette civilisation épipaléolithique.
Les types humains mechtoïdes et méditerranoïdes, en usage dans l’archéologie nord-africaine, ont été également identifiés aux Canaries par des anthropologues comme Fusté et Schwidetzky. Ces derniers actualisaient, avec une terminologie nouvelle, les divisions raciales définies par un Berthelot ou un Verneau. Bien que la relation du Berbère avec ces types humains préhistoriques n’ait pas été totalement éclaircie, sa présence dans la préhistoire canarienne n’a jamais été mise en doute. Comme l’affirmait Fusté : « les peuples inhumés dans les tumulus de Gáldar constituent un groupe dépouillé de l’ethnie berbère continentale et ayant immigré vers l’île ».

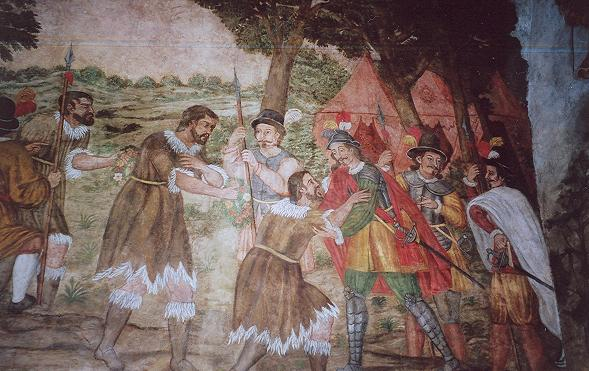
La reddition des rois guanches par Alonso Fernández de Lugo (Tenerife).

En 2009, une étude génétique sur le chromosome Y, transmis de père en fils et qui permet de suivre la lignée mâle d'une famille ou d'une ethnie, a été menée sur des restes de momies guanches par des équipes espagnoles (université de La Laguna et l'institut de médecine légale de l'université de Saint-Jacques-de-Compostelle) et une équipe portugaise (Institut de pathologie et d'immunologie de l'université de Porto). Jusqu'ici les recherches avaient plutôt privilégié l'ADN mitochondrial, qui reflète l'évolution des lignées maternelles. Cette analyse génétique a confirmé la théorie de l'origine berbère des autochtones des îles Canaries.
D'autre part, les résultats apportent également de nouvelles découvertes, comme le fait que la contribution européenne à la population canarienne actuelle provient essentiellement des hommes, alors que pour les lignées maternelles, il y a une présence plus grande d'origine berbère, indiquant un fort degré d'unions entre hommes européens et femmes guanches. Cette étude sur le chromosome Y dans la population canarienne a révélé l'impact de la colonisation européenne auprès de la population masculine canarienne. « En estimant la proportion de lignées européennes présentes dans l'actuelle population canarienne, on a trouvé qu'elles représentent plus de 90 % », a déclaré Fregel. Toutefois, les études de l'ADN mitochondrial (ligne maternelle) sur la population actuelle ont montré une survie remarquable de lignages autochtones, avec une contribution maternelle dépassant les 40 %. La contribution ibérique et européenne au patrimoine génétique mâle des îles Canaries est passée de 63 % durant les XVIIe et XVIIIe siècles à 83 % actuellement. En parallèle, la contribution aborigène est passée de 31 à 17 %, et celle des Sub-Sahariens de 6 à 1 %. Du côté maternel, l'apport européen est plus constant, car il est passé de 48 à 55 % et pour les aborigènes de 40 à 42 %. Les études montrent une diminution de l'apport sub-saharien de 12 à 3 % au cours des trois derniers siècles.

### Préhistoire et Antiquité

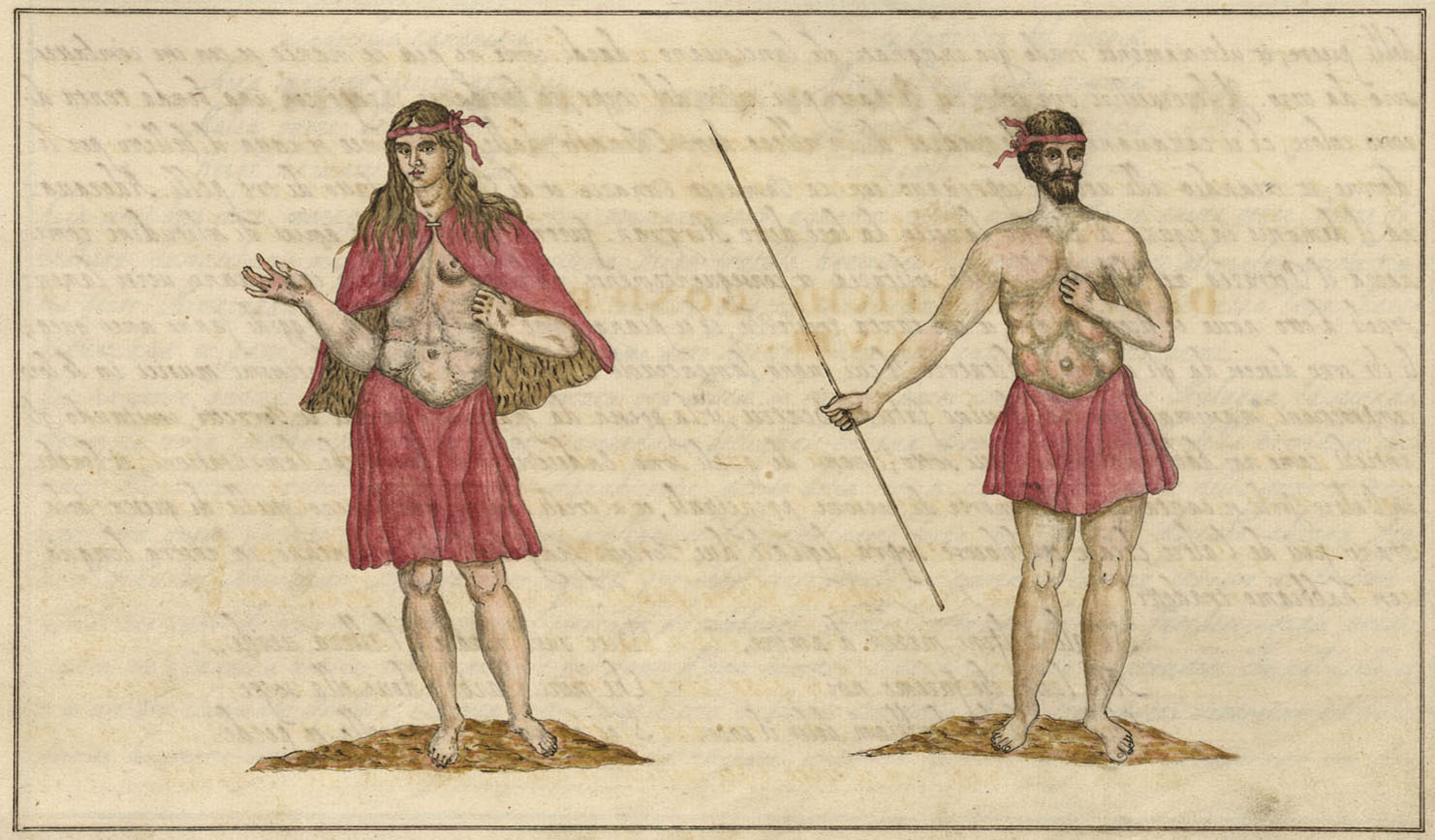
Leonardo Torriani, 1592, Gomero.

Les Berbères qui peuplaient une grande partie de l'Afrique du Nord depuis l'époque de l'ancienne Égypte, auraient, à diverses époques peut-être, depuis les côtes sud du Maroc actuel, traversé cette partie de l'Atlantique, et ce avant l'époque des Phéniciens et des Carthaginois (époques pour lesquelles le peuplement de l'île est reconnu).
Tenerife, plus précisément la grotte des Guanches à Icod de los Vinos, a fourni les chronologies les plus anciennes des Îles Canaries, datant du troisième siècle avant notre ère.
Le premier voyage, supposé attesté historiquement, ayant probablement abouti à la découverte des Îles Canaries, est le périple d'Hannon, qui eut lieu entre 630 et 425 avant notre ère. Hannon, riche Carthaginois, parti à la recherche de nouvelles routes commerciales, découvre une île, vide d'habitants mais dotée de ruines importantes, faisant peut être partie de ce que l'on appelle depuis la Renaissance l'archipel des Îles Canaries. Si le fait est avéré, ce détail semble indiquer que les sécheresses prolongées existaient déjà dans l'Antiquité, et que les indigènes ont peut-être dû parfois changer d'île ou retourner sur le continent pour survivre.
Un voyage exploratoire certain semble avoir eu lieu sous Juba II, roi lettré de Maurétanie de 25 av. J.-C. à 23 ap. J.-C., soucieux d'y recenser la faune et la flore, selon Pline l'Ancien au Ier siècle. Il aurait d'abord visité quatre des sept îles de l'archipel (actuelles Fuerteventura, Lanzarote, Grasioza et Alegranza) et en aurait reconnu une cinquième, Tenerife ; sa sixième et dernière étape aurait été Grand Canaria. Il donne des îles une description sommaire permettant de les identifier aujourd'hui, mais, s'il mentionne un petit temple à Lanzarote et des vestiges d'édifices à Grand Canaria, il n'évoque pas les indigènes.
Les sources historiographiques et les recherches archéologiques toujours en cours ne permettent pas de déterminer si les Guanches ont été ou non des habitants permanents des îles Canaries.

### Moyen Âge et époque moderne
L'absence de toute trace de pénétration de l'islam parmi les populations y vivant à l'arrivée des Espagnols laisse penser qu'il s'agirait de la plus lointaine migration vers l'ouest de Berbères, survenue entre l'époque de Pline l'Ancien et la conquête musulmane du Maghreb du VIIe au IXe siècle, et peut-être bien avant 3 000 ans av. J.-C. Une partie des Guanches périt en résistant à la conquête espagnole de l'archipel, d'autres ont été vendus comme esclaves, et la plupart ont embrassé de force la foi catholique, certains s'unissant par mariage aux conquérants.
L’économie sucrière sur l’île canarienne se développe dans les années 1490, en étroite relation avec la traite portugaise. La conquête de l’île de Palma, en 1492, par Alonso Fernández de Lugo, est ainsi financée par J. Berardi et F. Riberol, deux membres du réseau de B. Marchionni. La mise à sac de l’île s’accompagne de l’extermination et/ou de la réduction en esclavage des autochtones. Plusieurs milliers de Guanches sont réduits en esclavage et déportés vers les huertas et les propriétés agricoles de Valence et de Madère. Pour les années 1489-1497, l'historien António de Almeida Mendes a retrouvé la trace de 656 esclaves arrivés dans le seul port de Valence, dont 80 % de femmes. Plutôt que d’utiliser les Guanches dans les moulins canariens, les Espagnols préfèrent les déplacer hors de l’île afin de les couper de leur milieu et réduire les révoltes.
Les esclaves aborigènes ont aussi souvent servi d'interprètes entre les insulaires et les conquistadors.
Les Espagnols effectuaient aussi des razzias sur les aborigènes. Les razzias espagnoles ont notamment déclenché des razzias arabes continues en représailles, qui ont touché les Espagnols mais aussi les aborigènes des Canaries,. Ainsi, de nombreuses expéditions punitives arabes (1569-1571, 1586-1618) eurent lieu. En 1586, les troupes d'Amurat III pillent Teguise, capitale de Lanzarote dans l'archipel canarien, et capturent la femme du marquis. Entre 1593 et 1595, les Maures tiennent en permanence le nord-est de Fuerteventura. En 1618, Soliman investit le Jameo del Agua, un tunnel de lave qui servait de refuge, et s’empare de 800 personnes dont il échangea la vie contre du bétail. La dernière incursion arabe aura lieu à Jandia en 1779. Parallèlement de nombreuses expéditions espagnoles considérées comme des actes de souveraineté d'un genre spécifique ont été effectuées sur la côte marocaine et le Sahara occidental voisins des îles Canaries. L'objet de ces razzias espagnoles était de maintenir l'activité économique des îles Canaries fondée sur le système esclavagiste.
| Année                          | Événements |
| ------------------------------ | --- |
| 10 millions d'années av. J.-C. | Formation des îles Canaries. |
| 3000 av. J.-C.                 | Premier peuplement des îles Canaries par plusieurs vagues d'immigration venues d'Afrique du Nord. |
| 1100 av. J.-C.                 | Possible reconnaissance des îles Canaries par les Phéniciens au cours d'expéditions à but commercial. |
| entre 630 et 425 av. J.-C.     | Premier voyage, attesté historiquement, de probable découverte des Iles Canaries par Hannon, riche Carthaginois parti chercher de nouvelles routes commerciales et qui trouva une île, vide d'habitants, mais dotée de ruines importantes.                                                                                        |
| entre 500 et 200 av. J.-C.     | Nouvelle vague d'immigration venue d'Afrique du Nord ; fusion avec d'éventuelles populations aborigènes préexistantes. |
| Ier siècle                     | Pline l'Ancien rapporte l'expédition du roi berbère de Maurétanie Juba II vers les îles Canaries. Le terme Insula Canaria est utilisé pour désigner l'île de Grande Canarie. D'autres sources témoignent d'une vraisemblable connaissance de l'archipel et de ses habitants, les Guanches (Ovide dans les Métamorphoses).         |
| IIe siècle                     | Sur la carte du monde de Ptolémée, le méridien 0 passe par El Hierro. De son côté, Pausanias le Périégète évoque des îles Satyrides au-delà des colonnes d'Hercule, certaines inhabitées, et d'autres peuplées par des « Satyres à peau rousse » (ou « cuivrée ») pourvus de queues presque aussi longues que celles des chevaux. |
| 1312                           | Les îles Canaries sont explorées par Lancelot Maloisel. |
| 1402-1406                      | Jean de Béthencourt conquiert les îles de Lanzarote, Fuerteventura et El Hierro pour le compte du roi de Castille Henri III. Il laisse un compte-rendu de ses voyages, Le Canarien, qui sert de base à la connaissance moderne des Guanches.                                                                                      |
| 1435                           | Le pape Eugène IV publie l'encyclique Sicut dudum condamnant l'esclavage pratiqué sur les Guanches. |
| 1441                           | Le franciscain espagnol Didakus (Diego de Alcala), missionnaire à Fuerteventura, y évangélise les Guanches. |
| 1478-1483                      | Les Guanches de Grande Canarie sont vaincus et soumis. |
| 1492                           | Alonso Fernández de Lugo commence la conquête de La Palma. |
| 1493                           | Les tentatives de paix avec les Guanches de Tenerife échouent. Début de la campagne militaire espagnole contre les royaumes indigènes. |
| 1494-1496                      | Alonso Fernández de Lugo débarque à Tenerife. Il subit le 31 mai 1494 à La Matanza une sévère défaite. Le 25 décembre 1495, les Guanches sont finalement écrasés par les Espagnols à La Victoria. Tenerife est la dernière île à être soumise. La culture originale des Guanches est presque totalement anéantie.                 |

## Langue

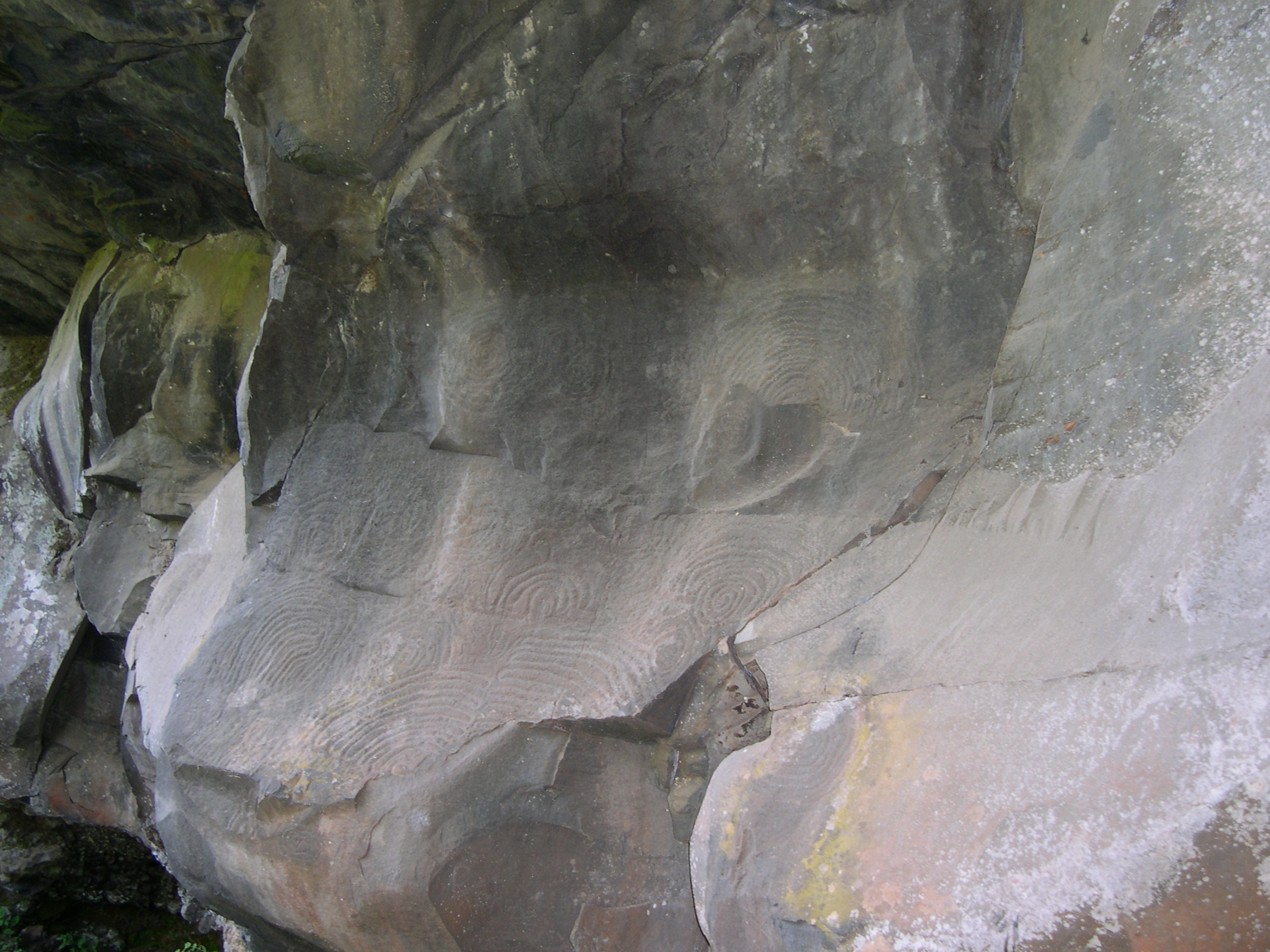
Gravures guanches.

Il subsiste des témoignages de leur langue, le guanche : quelques expressions, toponymes et anthroponymes (noms propres de leurs chefs) qui restent portés comme noms de famille : ces témoignages permettent de les relier au berbère.
Il est connu que les Guanches parlaient un idiome berbère à l'arrivée des espagnols sur les îles.

## Écriture
Dans la plupart des îles, on a retrouvé des signes rupestres. Domingo Vandewalle, gouverneur militaire de La Palma fut le premier à les reconnaître en 1752. C'est grâce à la persévérance d'un prêtre de La Palma, Don Aquilino Padran, que certains ont été identifiés sur l'île El Hierro.
En 1878, René Verneau découvrit des inscriptions de type libyque dans les ravins de Los Balos. Ces inscriptions rupestres sont toutes, sans exception, des inscriptions libyques d'origine maurétanienne. Dans les deux îles de Tenerife et la Gomera, où les Guanches ont conservé une plus grande homogénéité ethnique que dans les autres îles, aucune de ces inscriptions n'a été découverte.
Les Guanches sont aussi à l'origine du langage sifflé appelé silbo qui est encore pratiqué de nos jours, sur l'île de La Gomera surtout.

## Toponymes guanches des îles Canaries
- Tenerife : Chinet, Achinech, Achineche ou Asensen
- La Gomera : Gomera ou Gomahara
- La Palma : Benahuare, Benahoare ou Benaguare
- El Hierro : Hero ou Esero
- Grande Canarie : Tamaran (selon des théories récentes, ce nom pourrait ne s'appliquer qu'à une partie de l'île)
- Lanzarote : Titerogakat, Titerogakaet ou Titeroigatra
- Fuerteventura : Erbani ou Erbania

## Rois de Tenerife

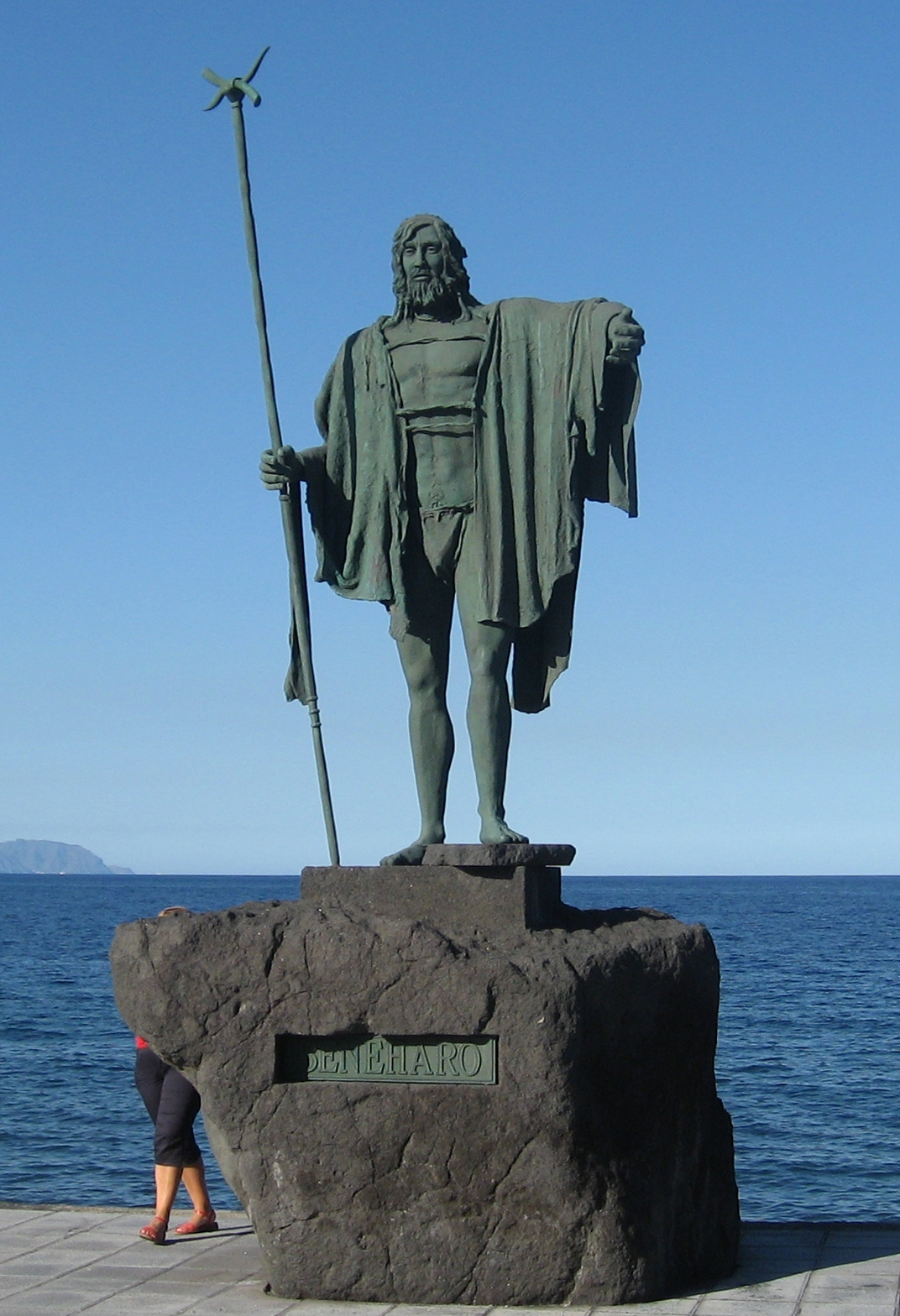
Statue en bronze du roi Beneharo à Candelaria, Tenerife.

Avant la conquête, l'île de Tenerife était divisée en neuf royaumes appelés menceyatos. Chacun avait un roi :
- Acaimo (Menceyato de Tacoronte).
- Adjoña (Menceyato de Abona).
- Añaterve (Menceyato de Güímar).
- Bencomo (Menceyato de Taoro).
- Beneharo (Menceyato de Anaga).
- Pelicar (Menceyato de Adeje).
- Pelinor (Menceyato de Icode).
- Romen (Menceyato de Daute).
- Tegueste (Menceyato de Tegueste).

Avant cette division territoriale, il n'y avait qu'un seul royaume dont les rois les plus célèbres étaient Tinerfe et Sunta. Ichasagua était le dernier membre de l'île de Tenerife après la conquête castillane.

## Organisation sociale et politique
L'organisation sociale et politique des Guanches diffère d'une île à l'autre. Certaines sont soumises à une autocratie héréditaire, dans d'autres, les autorités sont élues. À Tenerife, toutes les terres appartiennent aux chefs qui les louent à leurs sujets. Sur la Grande Canarie, le suicide est considéré comme honorable, et lors de l'intronisation d'un nouveau chef, l'un de ses sujets l'honore de façon volontaire en se jetant dans un ravin. Sur quelques îles, on pratique la polyandrie et sur les autres, la monogamie. Mais partout les femmes sont respectées et tout coup porté à une femme par un homme armé est puni comme crime.
Les diverses sociétés des diverses îles connaissaient sans doute les violences intragroupes et intergroupes.
Sur Grande Canarie, un certain nombre de Guanches rescapés (de la conquête castillane) et réfractaires au nouvel ordre colonial se seraient réfugiés en zone montagneuse et forestière, et auraient survécu, assez longtemps pour être chassés, exécutés, capturés, asservis ou vendus comme esclaves. Ils auraient été connus sous le nom d'"Inekaren"  (debout, levés, dressés).
Inekaren est également la dénomination depuis 2008 d'une organisation révolutionnaire canarienne, qui rejoint en 2013 le congrès mondial amazigh.

## Mode de vie

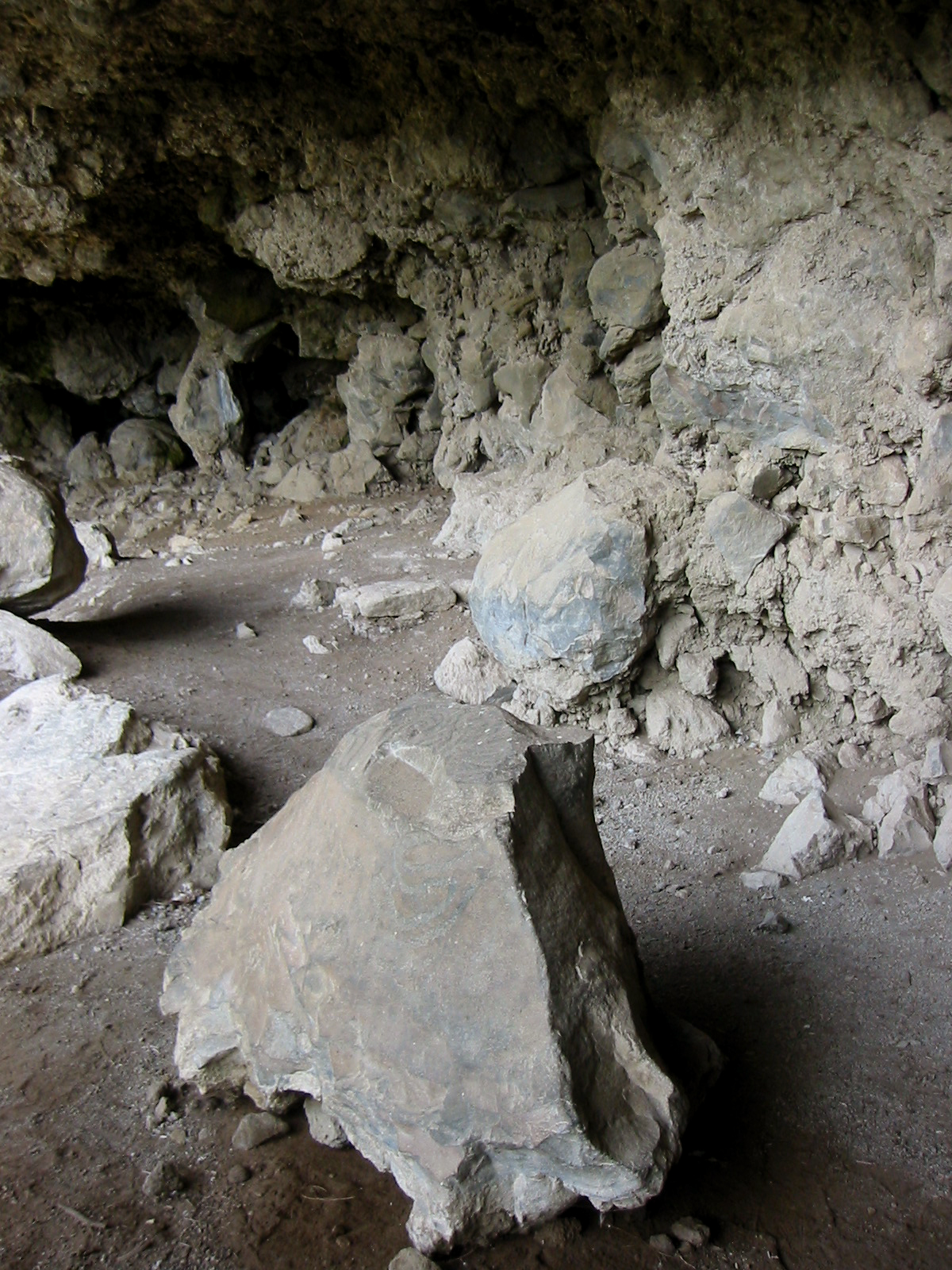
La grotte de Belmaco, à la Palma, jadis occupée par des Guanches.

Les Guanches vivent en partie d'élevage (chèvres, moutons, porcs). Sur El Hierro, le chien-loup herreño (es), spécifique à l'île, proche du loup d'Arabie, aurait été utilisé comme chien de troupeau.
Les Guanches portent des vêtements en peau de chèvre ou en fibres textiles, d'après ce qui a été retrouvé dans des tombes sur la Grande Canarie. Ils apprécient les bijoux, les colliers en bois, en pierre ou de coquillages fabriqués selon divers modèles. Ils utilisent principalement des perles de céramique de formes variées, lisses ou polies, en général noires et rouges. Ils se peignent le corps. Les pintaderas, objets en terre cuite évoquant des sceaux, semblent servir uniquement à la peinture corporelle, dans des couleurs variées. Ils fabriquent des poteries grossières généralement sans aucun décor, mais parfois ornées à l'aide des ongles.
La société peut être guerrière. L'armement guanche est similaire à celui des anciens peuples du sud de l'Europe : hache en pierre polie sur Grande Canarie, et plus fréquemment hache en pierre ou en obsidienne taillée à Tenerife, lance, massue (parfois garnie de pointes en pierre), javelot, et probablement bouclier.
Pour l'habitat, les Guanches vivent dans des cavernes naturelles ou artificielles, situées dans les parties montagneuses, sommairement aménagées. Dans les zones où le creusement de cavernes n'est pas possible, ils construisent des cases ou huttes rondes et, selon ce que rapportent les Espagnols, quelques fortifications grossières.
L'alimentation de base des Guanches est le gofio, aliment à base de céréales grillées d'origine berbère et élaboré à partir d'orge, de blé et de rhizome de fougère.

## Rites funéraires
Les Guanches pratiquent la momification et embaument leurs morts. Un grand nombre de momies ont été retrouvées dans un état de dessiccation complète, ne pesant guère plus de 3 ou 4 kg. Plusieurs procédés d'embaumement existent. Selon les recherches actuelles, la pratique de la momification est concentrée à Tenerife, tandis que dans d'autres îles, elle a été préservée en raison de facteurs environnementaux. À Grande Canarie, le cadavre est simplement enveloppé dans des peaux de chèvre ou de mouton, alors qu'à Tenerife un produit résineux est employé pour conserver le corps, qui est ensuite placé dans une caverne difficile d'accès ou enterré sous un tumulus. Le travail d'embaumement est réservé à une certaine classe, de femmes pour les femmes et d'hommes pour les hommes. L'embaumement ne semble pas avoir été systématiquement pratiqué, et des cadavres sont simplement cachés dans des grottes ou inhumés.
À La Palma, les vieillards sont abandonnés seuls pour mourir, si et quand ils le souhaitent. Après avoir fait leurs adieux à leurs proches, ils sont emmenés dans une caverne sépulcrale avec seulement un bol de lait.

## Religion

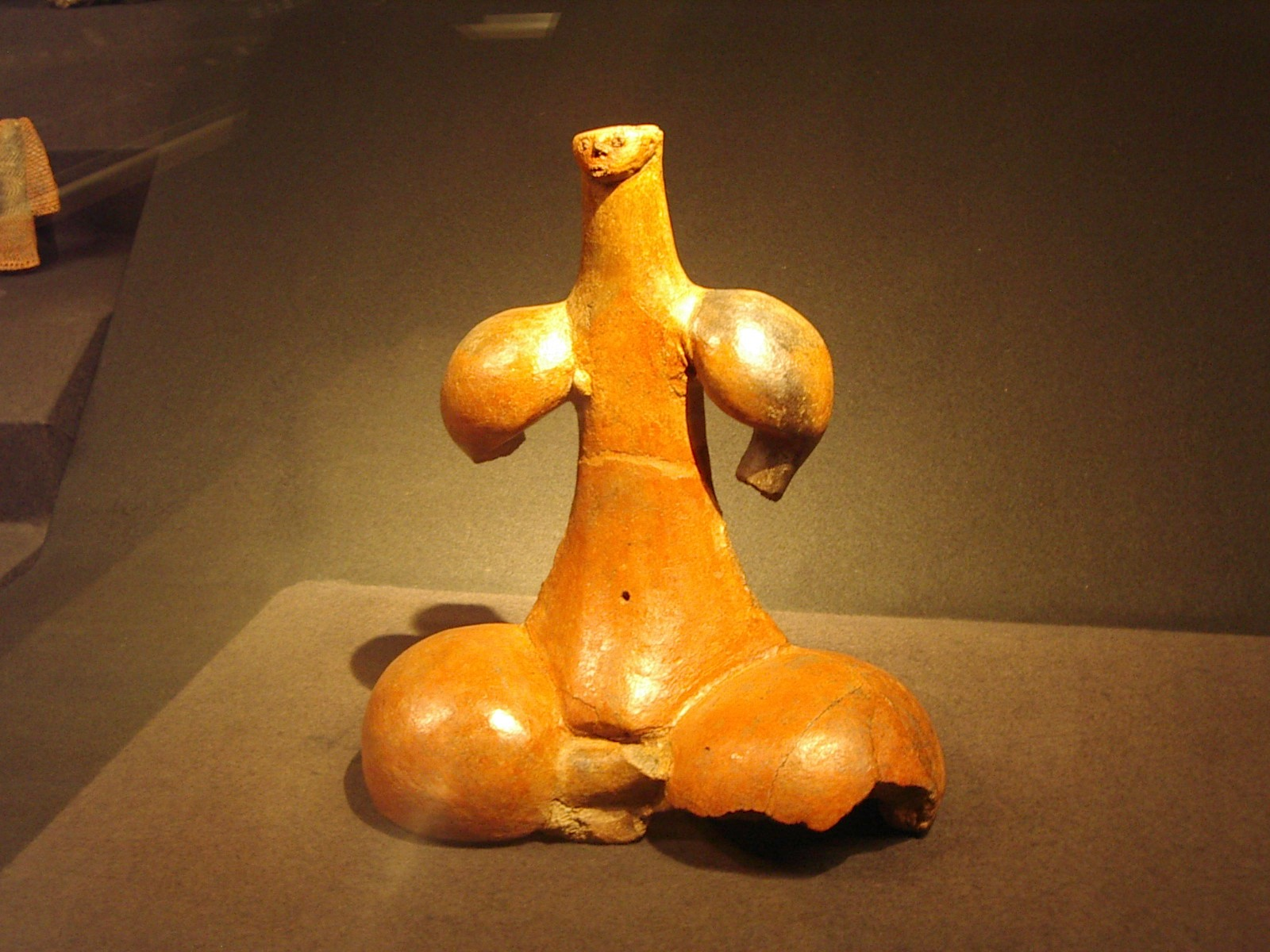
Vénus guanche, Museo Canario, Las Palmas de Grande Canarie.
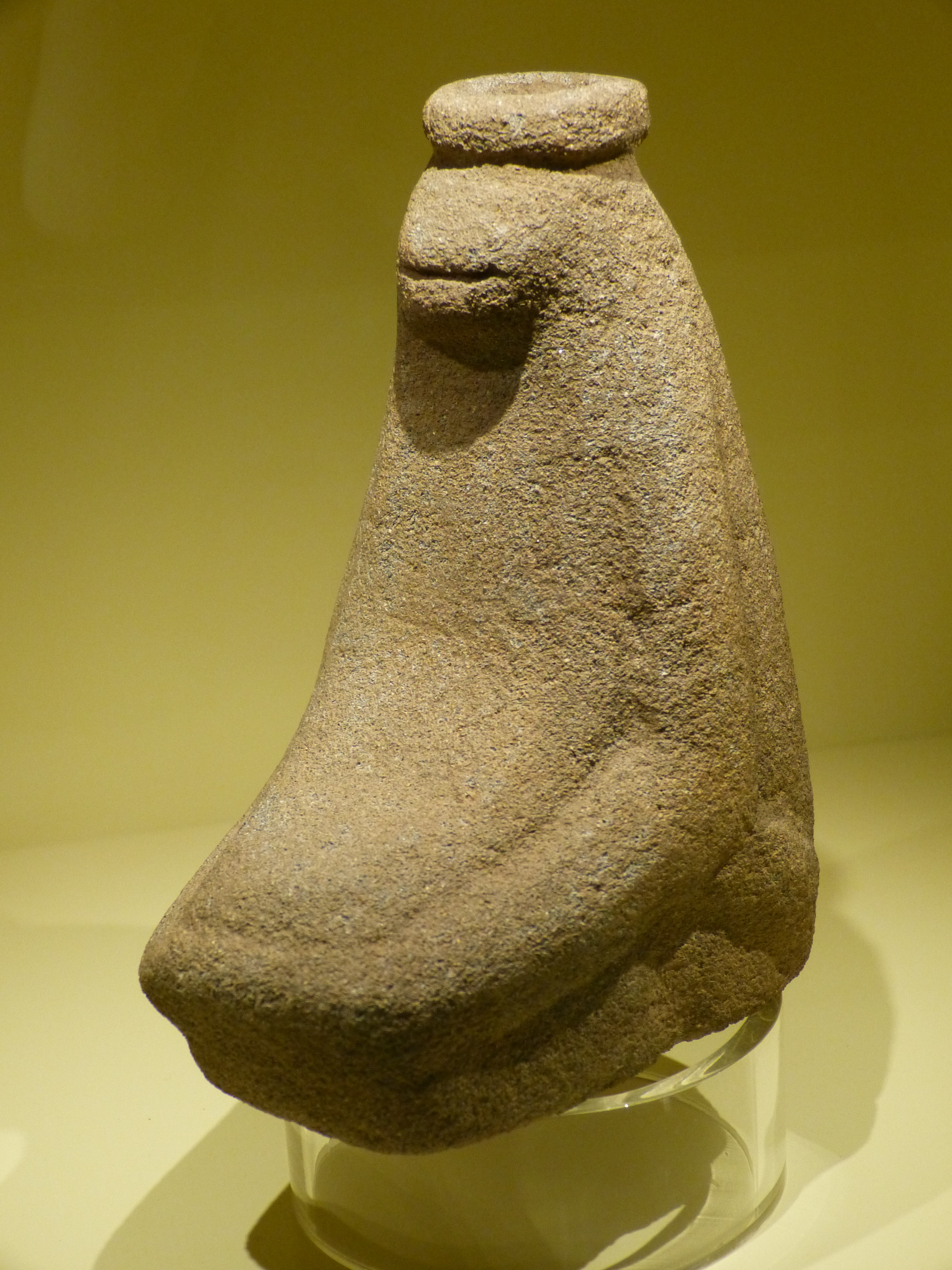
Idole de Zonzamas.
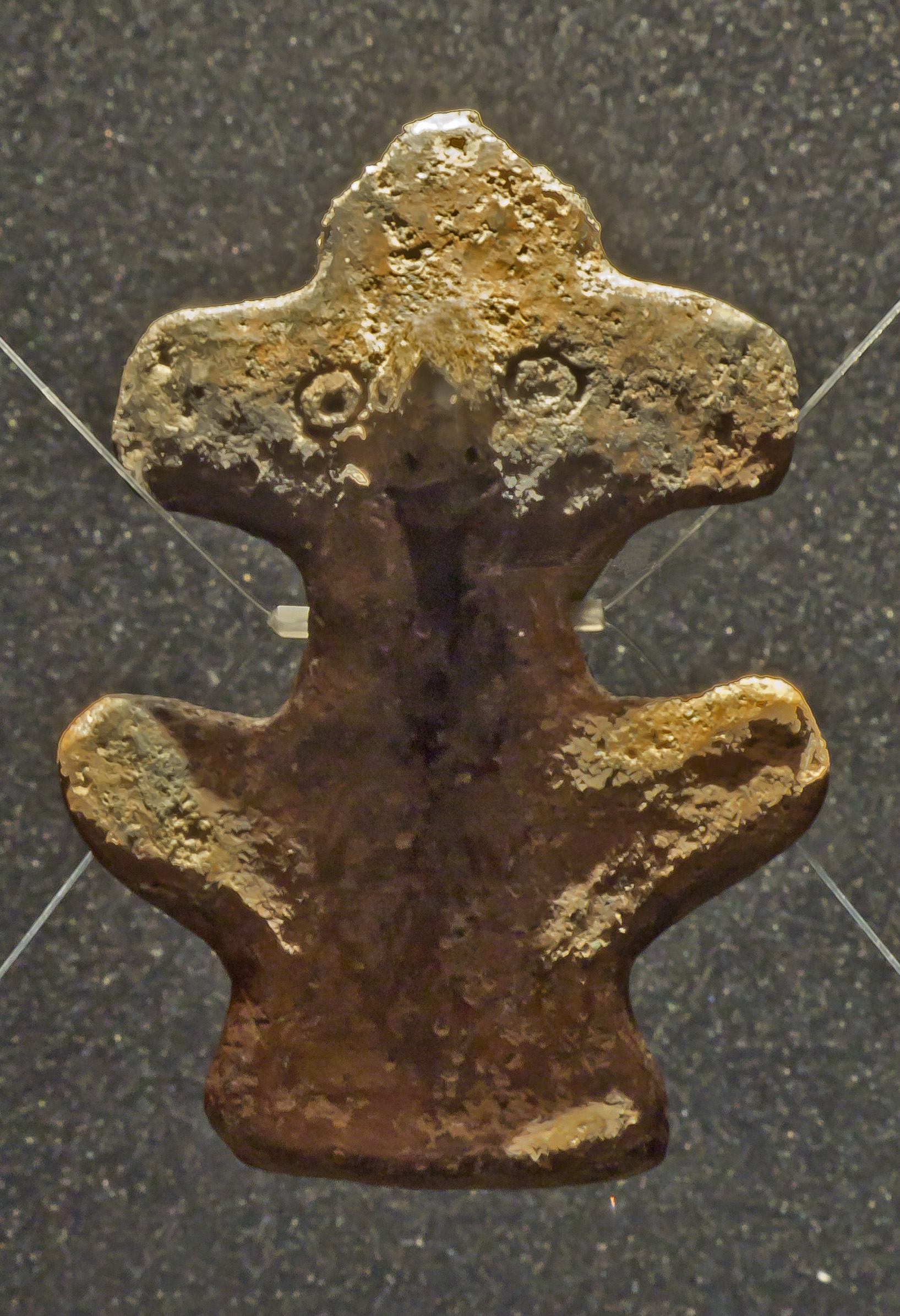
Idole guanche Guatimac, Museo Arqueológico del Puerto de La Cruz (Tenerife).
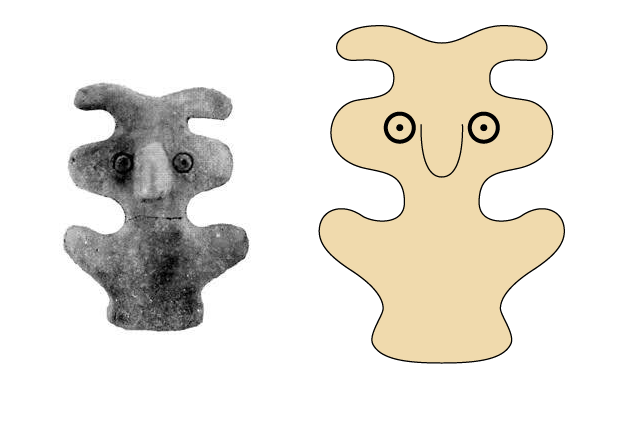
Guatimac (reconstruction).
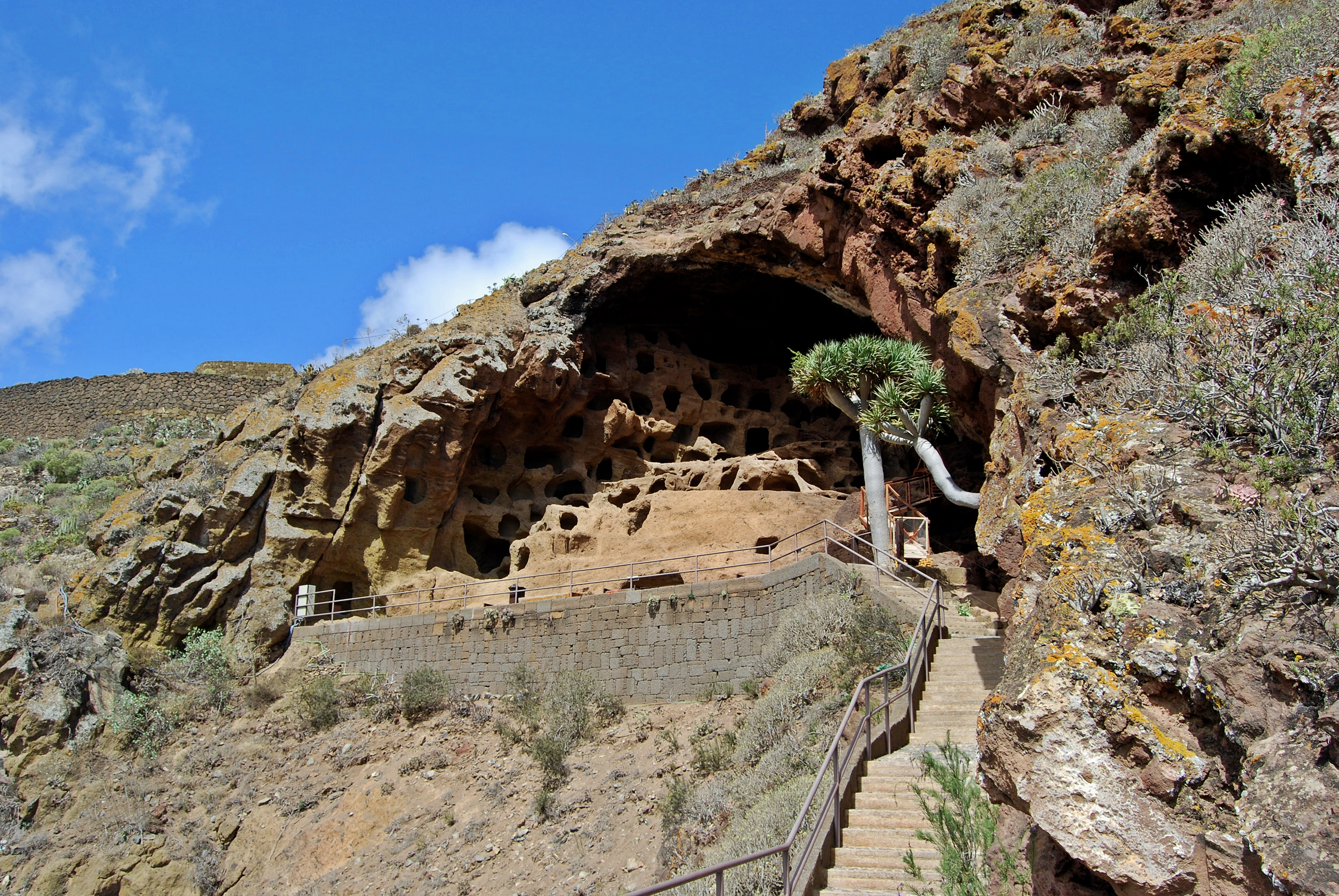
Cenobio de Valerón.

On connaît peu des religions des Guanches. Ils professent la croyance généralisée en un Être suprême nommé Achamán à Tenerife, Acoran à Grande Canarie, Eraoranhan à Hierro et Abora à La Palma. Les femmes de Hierro adorent une déesse nommée Moneiba. Le dieu de la pluie est Achuhucanac à Tenerife. Traditionnellement, les dieux et déesses vivent au sommet des montagnes d'où ils descendent pour écouter les prières des fidèles. Dans les autres îles, les habitants vénèrent le Soleil (Magec), la Lune, la Terre et les étoiles. La croyance aux démons est générale. Le démon de Tenerife s'appelle Guayota et vit au sommet du volcan Teide, qui est l'enfer nommé Echeyde. En temps de troubles, les Guanches conduisent leurs troupeaux dans des prairies consacrées où les agneaux sont séparés de leurs mères dans l'espoir que leurs bêlements plaintifs attireraient la pitié du Grand Esprit. Pendant les fêtes religieuses, toute guerre et même toute dispute personnelle sont suspendues.

### Interaction avec le christianisme
En 2019, une croix chrétienne a été retrouvée gravée dans le rocher et orientée vers le soleil, sur un site guanche, dans la municipalité de Buenavista del Norte, au nord-ouest de Tenerife. Ce symbole, découvert dans un mégalithe utilisé pour les rituels de fécondité et comme calendrier solaire, montre une possible connaissance du christianisme par les anciens Canariens ou du moins de ce symbole (pas forcément exclusivement chrétien).

## Rites et célébrations
Les Guanches donnaient au mois d'août le nom de Beñesmer ou Beñesmen, époque de la récolte et de son festival,.
Sur El Hierro, les Guanches Bimbaches honoraient un arbre-fontaine, le garoé.

Armoiries d'El Hierro, avec garoé.
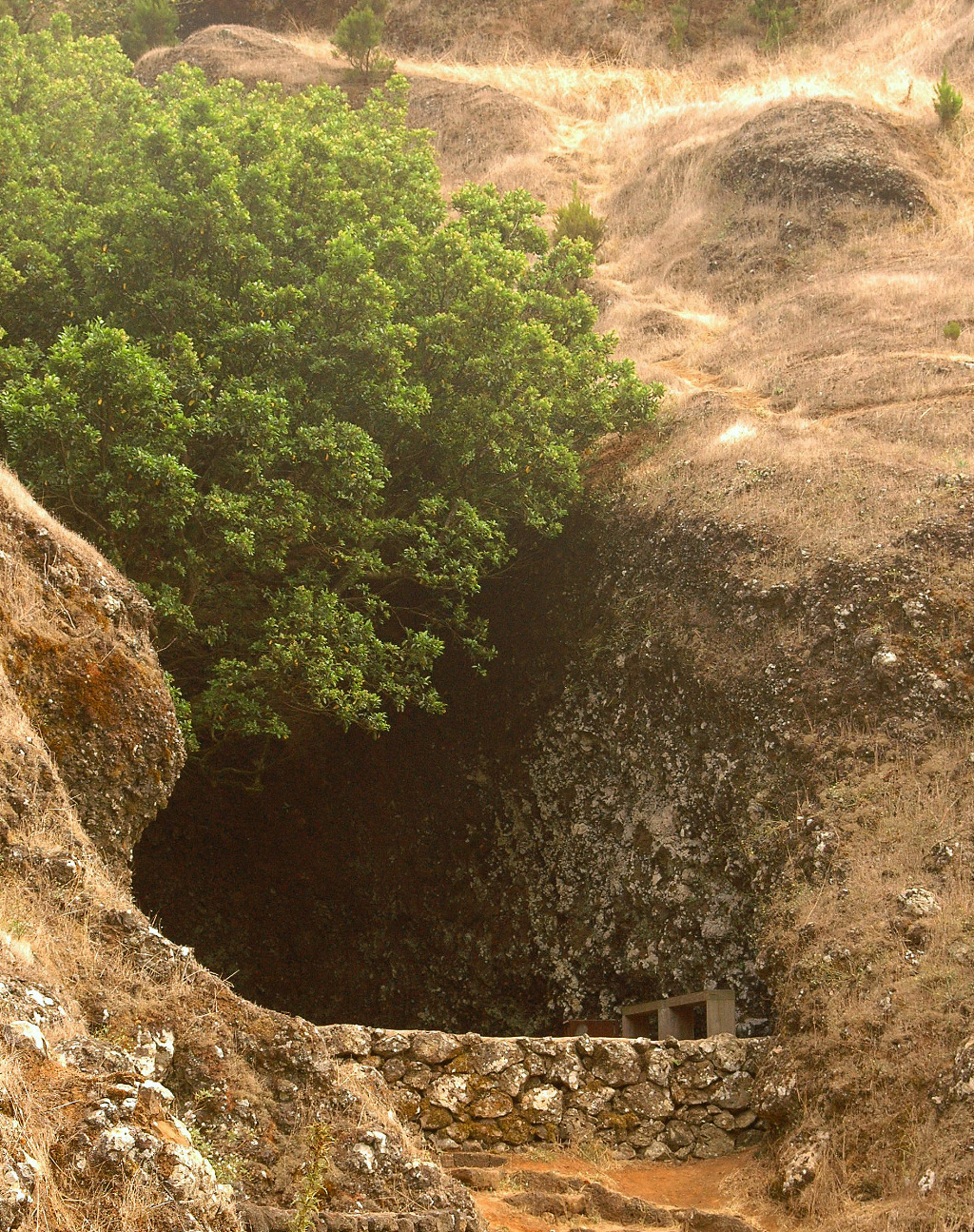
Site regarni du garoé.

## La génétique

### Origine des Guanches
La date de la première colonisation humaine des îles est mal connue, mais semble remonter aux environs de 500 avant l’ère chrétienne.
L'analyse génétique confirme ce qui était supposé pour des raisons linguistiques : les Guanches ont une très forte parenté avec les populations berbères nord-africaines. Ce qui inclut donc également des influences extérieures communes aux populations berbères (et européennes), les schémas de peuplement n'étant pas connus, seule une ressemblance génétique peut être retenue.

### Influence dans la population canarienne moderne
Une étude génétique publiée dans Current Biology en 2017 indique que les Guanches pèsent à hauteur de 16 à 31% (selon les îles ou communautés) des ancêtres des canariens modernes.

### Aborigènes des Canaries et Portoricains
Un groupe d'étudiants d'universités portoricaines a mené une étude sur l'ADN mitochondrial, laquelle a révélé que la population actuelle de Porto Rico compte une très forte proportion d'aborigènes canariens dans ses ancêtres, en particulier les Guanches qui habitaient l'île de Tenerife.
Ce type de gènes Guanche a également été détecté en République dominicaine. La pratique de l'esclavage par les colonisateurs espagnols est probablement à l'origine de la présence de ces gènes en Amérique centrale hispanophone.

### Liens avec l'Anatolie
Selon une enquête internationale dont les résultats ont été communiqués en 2017 et à laquelle l'université complutense de Madrid a participé, l'ascendance génétique en partie des aborigènes des Canaries comme des Berbères continentaux indique comme parents génétiques les premiers agriculteurs anatoliens d'Asie mineure (aujourd'hui en Turquie). Ces données ont été découvertes grâce à l'analyse du génome qui confirme également que la grande majorité des aborigènes des Canaries sont originaires d'Afrique du Nord.